# قائمة الهجمات الصاروخية الفلسطينية على إسرائيل 2007
قائمة الهجمات الصاروخية الفلسطينية على إسرائيل 2007 من قبل حركة حماس والمسلحين الفلسطينيين الآخرين من قطاع غزة. شهد عام 2007 بداية إطلاق مسلحين فلسطينيين صواريخ كاتيوشا على المدن الإسرائيلية التي كانت تمارسها سابقا جماعة حزب الله اللبنانية المسلحة. تم إطلاق ما مجموعه 2807 صاروخ وقذيفة هاون على إسرائيل في عام 2007.

## مارس
18 مارس 2007
- كتائب شهداء القدس يطلقون خمسة صواريخ من طراز القسام من قطاع غزة إلى إسرائيل في ثلاث قناطر مختلفة بعد فترة من الهدوء النسبي. سقطت إحدى الصواريخ في المنطقة الصناعية الجنوبية في عسقلان بالقرب من منشأة إستراتيجية. سقطت بقية الصواريخ جنوب عسقلان وفي مناطق مفتوحة في غرب النقب. لم ترد تقارير عن وقوع إصابات.

## مايو
16 مايو 2007
- أطلق ثلاثون صاروخا من طراز القسام على النقب الغربي مما أدى إلى إصابة اثنين من سكان سديروت. عانى عشرة آخرون من الصدمة.

17 مايو 2007
- أصيب شخصان في سديروت بجروح طفيفة جراء إحدى الصواريخ العشرة التي سقطت على الأراضي الإسرائيلية. ردا على هذه الهجمات أسفر هجوم جوي إسرائيلي على مبنى أمني في حماس عن مقتل ما لا يقل عن شخصين وجرح أكثر من 40 شخصا.

18 مايو 2007
- في هجوم صاروخي بالقسام على سديروت أصيب ثلاثة أشخاص بجراح. أطلق 20 صاروخا على كيبوتس في سديروت. ردا على ذلك قتلت غارة جوية إسرائيلية على مبنى لحركة حماس ما لا يقل عن خمسة من أعضاء حماس.

20 مايو 2007
- قال ناطق إسرائيلي إن عشرة صواريخ أطلقت من غزة وأربع سقطت في جنوب إسرائيل ولكن لم يبلغ عن وقوع إصابات وفقا لما ذكره متحدث إسرائيلي في حين قتلت غارة إسرائيلية ثمانية من أفراد عائلة خليل الحية وأخرى وأصابت ما لا يقل عن 15 آخرين.

21 مايو 2007
- قتل شير-إيل فلدمان (32 عام) وأصيب اثنان آخران في ضربة صاروخية للقسام على سديروت.
- أطلقت أول جولة من خمسة صواريخ باتجاه سديروت أحدها ضرب المدينة وسقطت جنوبي عسقلان وضرب اثنان غرب النقب. قتل صاروخ القسام الذي ضرب سديروت امرأة إسرائيلية وهي أول وفاة من هجوم صاروخي في البلاد منذ نوفمبر. أصيب رجل آخر بجراح متوسطة جراء الهجوم. أصاب الصاروخ مركزا تجاريا بالقرب من مخبز في سديروت. حرق المدنيون الإسرائيليون الإطارات في الشارع بعد الهجوم على الرغم من أن الاحتجاج توقفت بسبب صفارات الإنذار المبكر الصاروخية من طراز ريد دون.
- في وقت لاحق تم إطلاق جولة ثانية من ثلاثة صواريخ بإتجاه إسرائيل التي سقطت بالقرب من الكيبوتز في غرب النقب. أطلقت سلسلة ثالثة صاروخين آخرين باتجاه إسرائيل. لم يتم الإبلاغ عن إصابات من هذه الهجمات الأخرى.

22 مايو 2007
- يقول ناشطون من حركة حماس إنهم أطلقوا عدة صواريخ بإتجاه إسرائيل أي ما مجموعه عشرة صواريخ وفقا لمجموعات مختلفة. سقط ما مجموعه سبعة صواريخ في غرب النقب لكنها لم تسبب أي إصابات.

23 مايو 2007
- أطلق مسلحون ثمانية صواريخ على جنوب إسرائيل ولكن لم ترد أنباء عن وقوع إصابات. سقط صاروخ واحد أطلق في منطقة مفتوحة من سديروت. لم ترد أنباء عن وقوع إصابات أو أضرار من سقوط الصاروخ. في وقت لاحق أصاب صاروخان منطقة سديروت أحدهما داخل المدينة. تعرضت إحدى النساء لصدمة بعد الهجوم. سقط صاروخان آخران جنوب عسقلان أحدهما قتل حصان في كيبوتس نير آم.
- أطلق فلسطينيون ما مجموعه تسعة صواريخ القسام من غزة باتجاه النقب الغربي الإسرائيلي. سقط صاروخان بالقرب من كيبوتزيم في منطقة مجلس إشكول الإقليمي وسقط الباقي بالقرب من سديروت ومنطقة مجلس شعار هنيغيف الإقليمي. بعد سقوط أحد الصواريخ اندلع حريق بالقرب من أحد الكيبوتسات. سقطت بعض هذه الصواريخ في إسرائيل دون سابق إنذار بسبب عطل في نظام ريد دون الذي يبلغ عن إطلاق الصواريخ القادمة.

24 مايو 2007
- في شمال قطاع غزة أطلقت قذيفة هاون باتجاه إسرائيل. سقطت قذيفة الهاون بالقرب من معبر إيريز. لم يتم الإبلاغ عن إصابات ولكن الهيكل كان معطوبا إلى حد ما.

25 مايو 2007
- أطلقت سبعة صواريخ القسام بإتجاه النقب غرب إسرائيل من قطاع غزة. سقطت صواريخ القسام الخمسة الأولى في مناطق مفتوحة بالقرب من بلدة سديروت الجنوبية وجنوب عسقلان. لم يبلغ عن وقوع إصابات من هؤلاء على الرغم من أن حقل القمح بالقرب من سديروت اشتعلت فيه النيران بسبب سقوط القسام. أطلق صاروخان فيما بعد باتجاه بلدة سديروت الإسرائيلية. سقط أحدهم بالقرب من منزل داخل البلدة. أصاب القسام بجروح طفيفة بأربعة أشخاص من الشظايا وعانى عشرة آخرين من السكان من الصدمة. سقط الصاروخ الآخر في منطقة سديروت الصناعية مما ألحق أضرارا ببعض المعدات في منشأة.

26 مايو 2007
- أطلقت خمسة صواريخ من طراز القسام على إسرائيل من قطاع غزة على الرغم من عدم إصابة أي شخص بجروح.

27 مايو 2007
- سقط صاروخان من طراز القسام في سديروت. قتل أوشري أوز (36 عام) عندما أصاب صاروخ القسام بالقرب من سيارته وأصيب بجروح قاتلة. أصاب القسام الشارع وأدى إلى إصابة شظية بشظايا سيارة أوشري أوز وتحطمت في جدار. خرج من السيارة لكنه توفي متأثرا بجروحه في مركز بارزيلاي الطبي في عسقلان. أصيب رجل آخر وأصيب سكان آخرون بالصدمة. أصاب صاروخ آخر من طراز القسام في وقت لاحق سديروت بجرح مدني إسرائيلي.

28 مايو 2007
- أصابت سبعة صواريخ سديروت في جنوب إسرائيل ولكن لم يبلغ عن وقوع إصابات.

29 مايو 2007
- سقط 17 صاروخ القسام على النقب وسقط ثلاثة منهم في سديروت. أعلنت لجان المقاومة الشعبية والجبهة الديمقراطية لتحرير فلسطين مسؤوليتها عن الهجمات.

30 مايو 2007
- أطلقت ستة صواريخ القسام من قطاع غزة على غرب النقب. ضرب صاروخ واحد خط كهرباء ومبنى سكني في سديروت. عانى بعض السكان من الصدمة بعد الهجوم. كما تسبب القسام في تعتيم مؤقت في بعض أجزاء المدينة بسبب الضربة على خط الكهرباء. أصاب مبنى سكني آخر مما تسبب في إصابة ستة أشخاص بالصدمة على الرغم من عدم وجود أشخاص في الداخل في ذلك الوقت. كان هذا الأخير يطالب بمسؤولية ميليشيا لجان المقاومة الشعبية.

31 مايو 2007
- أطلق مسلحون في قطاع غزة ثلاثة صواريخ القسام على إسرائيل ولكن لم يسفر عن إصابات.

## يونيو
1 يونيو 2007
- أطلقت أربعة صواريخ من طراز القسام باتجاه إسرائيل من قطاع غزة. سقط صاروخان بالقرب من كيبوتز النقب مما تسبب في بعض الأضرار التي لحقت المرآب. أصاب صاروخ آخر بالكيبوتز جنوب عسقلان وألحق أضرارا جسيمة بالمستودع. سقط الصاروخ الرابع في قطاع غزة.

3 يونيو 2007
- أصيب أربعة جنود إسرائيليين بجراح أحدهم معتدل وثلاثة أفراد بالقرب من معبر إيريز في شمال قطاع غزة. أصيبوا بجراح بعد أن أصابت ثلاث قذائف هاون موقعهم. أعلنت حماس مسؤوليتها. تم إجلاء الجنود المصابين وستة أصيبوا بالصدمة إلى مركز بارزيلاي الطبي في عسقلان. سقطت قذيفتا هاون أخريان في مناطق أخرى من قطاع غزة.

5 يونيو 2007
- أطلق صاروخان من طراز القسام بإتجاه إسرائيل من قطاع غزة. سقطت واحدة بالقرب من سديروت وواحدة سقطت داخل قطاع غزة ولم تسبب إصابات.

6 يونيو 2007
- أطلقت حماس ثماني قذائف هاون على معبر إيريز مما أدى إلى إلحاق أضرار بالموقع وإشعال النار على جانب غزة من الحدود. تم فتح مركزين للصدمات الإسرائيلية في جنوب إسرائيل بالقرب من غزة.

18 يونيو 2007
- أصاب صاروخ القسام من غزة مصنعا يحتوي على مواد خطرة في سديروت. أسفر الهجوم عن تسرب الصودا الكاوية الغازية ودفع رد الشرطة وقوات مكافحة الحرائق وفرق متخصصة في التعامل مع المواد الخطرة التي أغلقت التسرب وأزيلت المواد السامة.

20 يونيو 2007
- أصابت تسعة صواريخ القسام غرب النقب مما أدى إلى إصابة ثلاثة بشظايا وتسبب في صدمة في ما لا يقل عن سبع حالات تم الإبلاغ عنها. في سديروت أصابت الصواريخ منزلين وكنيس يهودي. أصيب اثنان من الصواريخ بالقرب من كيبوتز نير آم مما أدى إلى إصابة أحد دون أن يسبب انقطاع التيار الكهربائي في المنطقة عن طريق إتلاف سلك التوتر العالي. أعلنت حركة الجهاد الإسلامي مسؤوليتها عن أربعة من الصواريخ.

## يوليو
5 يوليو 2007

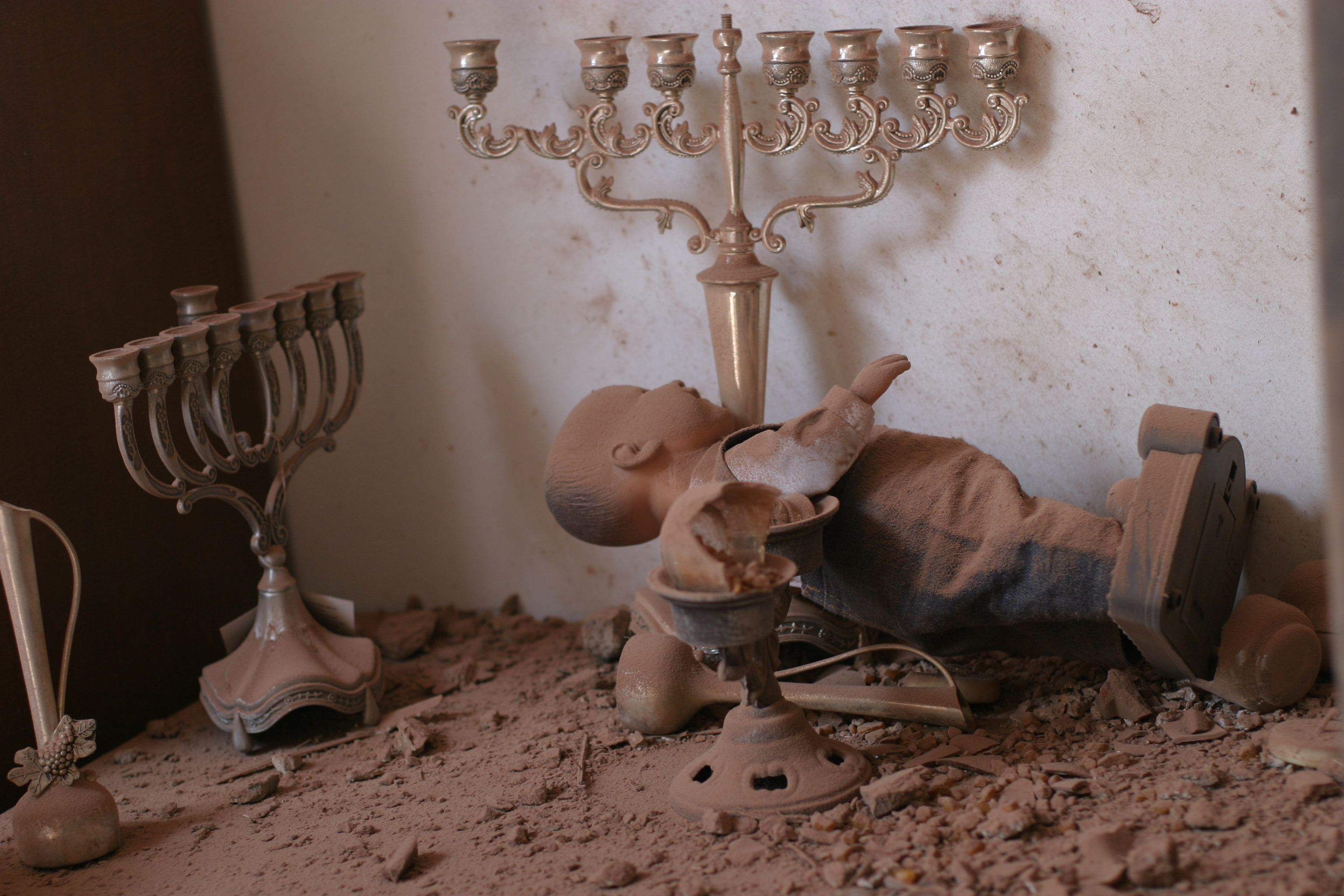
منزل في سديروت ضرب بصاروخ القسام، 2007.

- أطلقت ثلاث قذائف هاون وصاروخ القسام على إسرائيل ولم تتسبب في أضرار أو إصابات. أعلنت حماس والجهاد الإسلامي مسؤوليتهما.

8 يوليو 2007
- أصابت خمسة صواريخ من طراز القسام النقب الغربي بثلاثة صواريخ بالقرب من كلية سابير. لم يسفر الهجوم عن وقوع خسائر بشرية أو إلحاق أضرار بمبنى قيد الإنشاء. أعلنت كتائب عز الدين القسام الجناح المسلح لحركة الجهاد الإسلامي في فلسطين مسؤوليتها عن الهجوم.

8 يوليو 2007
- أطلقت خمسة صواريخ من طراز القسام على إسرائيل. سقطت أربع صواريخ في مناطق مفتوحة ولكن سقطت واحدة بالقرب من كلية في سديروت. لم يصب أحد. أعلنت حركة الجهاد الإسلامي مسؤوليتها.

9 يوليو 2007
- أطلقت ثلاثة صواريخ القسام على إسرائيل مما تسبب في أضرار ولكن لم تقع إصابات. أعلنت حركة الجهاد الإسلامي الفلسطينية مسؤوليتها.

10 يوليو 2007
- أطلقت 11 قذيفة هاون على الأراضي الإسرائيلية في ثلاث قناطر منفصلة. اشتملت مبنيين على أضرار ولكن لم تقع إصابات. سقطت قذيفة هاون بالقرب من معبر كيرم شالوم. أعلنت الجهاد الإسلامي الفلسطيني مسؤوليتها.

12 يوليو 2007
- على الرغم من وجود القوات الإسرائيلية في قطاع غزة تمكنت الجهاد الإسلامي من إطلاق صاروخ القسام على سديروت. لم يصب أحد.

19 يوليو 2007
- أصابت أربعة صواريخ من طراز القسام جنوب إسرائيل وألحقت أضرارا بعدة مبان وتسببت في إصابة خمسة أشخاص بالصدمة أحدهم كان يحتاج إلى دخول المستشفى.

26 يوليو 2007
- أطلقت أكثر من 10 قذائف هاون وصواريخ قسام على إسرائيل هذا الأسبوع مما تسبب في بعض الأضرار وإصابة ثلاثة.

## أغسطس
1 أغسطس 2007
- أطلقت أربعة صواريخ من طراز القسام على إسرائيل مما تسبب في بعض الأضرار.

4 أغسطس 2007
- أطلقت ثلاثة صواريخ من طراز القسام على سديروت مما أسفر عن إصابة ثلاثة أشخاص.

6 أغسطس 2007
- سقط صاروخ أطلق من شمال غزة في فناء رياض الأطفال في سديروت بعد دقائق من انتهاء اجتماع بعد ظهر اليوم بين رئيس الوزراء الإسرائيلي إيهود أولمرت ورئيس السلطة الوطنية الفلسطينية محمود عباس. اعترفت كتائب القدس الجناح العسكري لحركة الجهاد الإسلامي بالهجوم الذي تسبب في أضرار بالمباني المجاورة ومنها رياضتان آخرتان ومدرسة ابتدائية عامة. تم تنشيط نظام اللون الأحمر.

17 أغسطس 2007
- أطلقت ثلاثة صواريخ القسام و 13 قذيفة هاون على إسرائيل من قبل الجهاد الإسلامي الفلسطيني. لم يبلغ عن وقوع إصابات أو أضرار.

20 أغسطس 2007
- أطلق ستة من أفراد الجناح المسلح لحماس قذائف القسام وقذائف هاون على الأراضي الإسرائيلية. قتلوا أثناء قيادة السيارة عندما انفجرت سيارتهم بصاروخ إسرائيلي.

21 أغسطس 2007
- أطلق صاروخان من طراز القسام على إسرائيل أصابت إحدهما رياض الأطفال مما أدى إلى إصابة بعض الأشخاص وإصابتهم بالصدمة.

22 أغسطس 2007
- سقط صاروخ القسام في سديروت في وقت متأخر من المساء ولم يسفر عن وقوع أضرار أو إصابات.

23 أغسطس 2007
- أصيب ثمانية صواريخ من طراز القسام في النقب. تسبب هبوطان في سديروت في إصابات طفيفة والقلق والضرر الذي لحق بمنزل.

27 أغسطس 2007
- أطلق صاروخ القسام على الأراضي الإسرائيلية. دمر الصاروخ بعد دقائق بقذيفة إسرائيلية.

28 أغسطس 2007
- أصيب أحد سكان سديروت بإصابات متوسطة بشظية من صاروخ القسام سقط على منزله في غرفة نومه. كانت بقية العائلة مختبئة في ملجأ بعد تنشيط نظام اللون الأحمر. أعلنت كتائب شهداء الأقصى مسؤوليتها عن الهجوم. أطلقت سبعة صواريخ القسام أخرى مما تسبب في بعض الأضرار وتعرض شخصان للصدمة.

29 أغسطس 2007
- أطلقت أربعة صواريخ من طراز القسام على إسرائيل.

30 أغسطس 2007
- أصابت ثلاثة صواريخ من طراز القسام أطلقها مسلحون فلسطينيون في قطاع غزة مناطق مفتوحة في غرب النقب. لم يحدث هناك أي ضرر أو إصابات في أي من الهجمات.

## سبتمبر
3 سبتمبر 2007
- أصابت سبعة صواريخ قسام في النقب. سقط أحدهم في فناء مركز الرعاية النهارية في سديروت مما أدى إلى إلحاق أضرار بالمبنى وإصابة اثني عشر شخصا بالصدمة بما في ذلك بعض الرضع. أعلنت الجهاد الإسلامي مسؤوليتها.

10 سبتمبر 2007
- أطلق صاروخان من طراز القسام على قاعدة جيشيم في إسرائيل بالقرب من حدود غزة من بيت حانون. سقط أحدهم بسلام في النقب بينما سقط الآخر بالقرب من ثكنات غير مؤكدة (قاعدة زيكيم العسكرية) في القاعدة حيث كان المجندون الإسرائيليون ينامون. أدى ذلك إلى إصابة ما لا يقل عن 66 شخصا بجراح مع ما لا يقل عن 10 جرحى من متوسطة إلى خطيرة. أصيب 69 جنديا من جراء الصاروخ. كان 60 منهم فقط مصابين بشظايا خفيفة إلى معتدلة ولكن أربعة منهم أصيبوا بجراح خطيرة. اضطر أحد الأربعة إلى بتر ساقه وكان آخر في حالة حرجة. أعلنت كل من الجهاد الإسلامي وجمعية المقاومة الشعبية مسؤوليتها. على الرغم من افتقار حماس إلى المسؤولية المباشرة فقد أطلقوا عليها اسم «انتصار من الله».
- ردا على ذلك حلقت مروحيات إسرائيلية فوق القطاع وأطلقت صواريخ على قواعد متشددة وأصابت أربعة من أعضاء الجهاد الإسلامي. أدى الهجوم إلى إلحاق الضرر بالجنود الذكور والإناث. أعلنت كتائب القدس والجهاد الإسلامي مسؤوليتها عن الهجمات.

18 سبتمبر 2007
- هبطت أربع صواريخ القسام على المجتمعات الإسرائيلية الحدودية في غزة. لم يعلن أحد مسؤوليته.

26 سبتمبر 2007
- أطلق المسلحون أكثر من 12 صاروخا و 20 قذيفة هاون على سديروت. بعد ساعات أصابت الصواريخ سيارة جيب أثناء عبورها تقاطع مزدحم في حي الزيتون في مدينة غزة مما أسفر عن مقتل خمسة أفراد على الأقل من جيش الإسلام. قال الجيش الإسرائيلي إن سيارة جيب تحمل صواريخ جاهزة لإطلاق النار.

27 سبتمبر 2007
- شوهدت خلية إطلاق القسام في المنطقة بينما كان مسلحو حماس يستعدون لإطلاق صاروخ القسام آخر. أطلق الجنود النار وقتلوا أحدهم وتمكن الباقون من الفرار.

## أكتوبر
7 أكتوبر 2007
- في وابل صاروخي أطلقه مسلحون فلسطينيون سقطت ثمان قذائف هاون وثلاثة صواريخ قسام وصاروخ كاتيوشا داخل الأراضي الإسرائيلية. أحرق أحد الاستوديوهات بالكامل قذيفة هاون في كيرم شالوم. سقط صاروخ كاتوشيا على بعد 400 متر من نتيفوت على بعد 11 كيلومتر من قطاع غزة. كان الصاروخ الأول يضرب منطقة نتيفوت. في الأسبوع السابق أصابت النقب عشرة صواريخ من القسام و 20 قذيفة هاون. لم يصب أحد في الهجمات.

22 أكتوبر 2007
- أطلق الجيش الإسرائيلي أكثر من 15 صاروخا من القسام على إسرائيل في 21 و 22 أكتوبر.

23 أكتوبر 2007
- أصابت النقب 11 صاروخا من القسام وثماني قذائف هاون. أصاب ما لا يقل عن خمسة سديروت أصيب أحدهم بمبنى سكني. أعلنت كتائب صلاح الدين مسؤوليتها.

24 أكتوبر 2007
- أصاب صاروخ النقب الغربي مع خمسة صواريخ القسام وعدة قذائف هاون. لم يصب أي من الصواريخ أحد على الرغم من أن منزلا أحرق وأصيب شخصان بالصدمة في سديروت.

25 أكتوبر 2007
- تم إطلاق عشرة صواريخ من طراز القسام ولم تتسبب في وقوع إصابات أو أضرار.

26 أكتوبر 2007
- تم إطلاق سبعة صواريخ القسام على إسرائيل. امرأة واحدة في سديروت تعاني من الصدمة.

31 أكتوبر 2007
- أطلقت ثماني قذائف هاون على إسرائيل وأطلق بعضها النار من ساحة المدرسة. كان الجيش الإسرائيلي قد وجدهم في الأفق لكنهم لم يتمكنوا من إطلاق النار وفقا لبيان صادر عن الجيش الإسرائيلي.

## نوفمبر
1 نوفمبر 2007
- في وابل صاروخي لم يسبق له مثيل أطلقت ثماني قذائف هاون و 13 صاروخا من طراز القسام على النقب الغربي في غضون ساعة.

4 نوفمبر 2007
- أطلقت ثلاثة قسام على إسرائيل مما تسبب في حدوث انقطاع التيار الكهربائي. أعلنت حركة الجهاد الإسلامي الفلسطينية مسؤوليتها.

15 نوفمبر 2007
- قتلت القوات المسلحة الإسرائيلية اثنين من أعضاء كتائب شهداء الأقصى التابعة لفتح بينما أطلقوا القسام.

21 نوفمبر 2007
- أصاب صاروخ من صواريخ القسام و 18 قذيفة هاون النقب الغربي بما في ذلك العديد من الكيبوتسات وسديروت وعسقلان. عولجت امرأة في عسقلان من الصدمة.

26 نوفمبر 2007
- قتل ناشط من حماس عندما كان هو وخليته يطلقان القسام في سديروت. سقطت ثلاثة صواريخ داخل الأراضي الإسرائيلية.

## ديسمبر
2 ديسمبر 2007
- وابل هاون يضرب الكيبوتز مما تسبب في بعض الأضرار.

3 ديسمبر 2007
- قتل ثلاثة من مقاتلي حماس أثناء محاولتهم إطلاق قذائف هاون قرب بيت لاهيا. قتلوا على يد جنود الفيلق المدرع.
- أصيب أربعة جنود بجروح عندما انفجرت قذيفة هاون بالقرب من قاعدتهم في ناحل عوز.

5 ديسمبر 2007
- قتل ثلاثة مسلحين من حركة المقاومة الإسلامية (حماس) ليل الاثنين بينما أطلقوا قذائف هاون على سديروت. أصابت إحدى قذائف الهاون مبنى سكنيا مما تسبب في صدمة المرأة والكثير من الأضرار.

12 ديسمبر 2007
- أصيب نحو 20 القسام في إسرائيل مما أدى إلى إصابة ثلاثة مدنيين إسرائيليين بجروح طفيفة. تم علاج 15 شخصا من الصدمة.

13 ديسمبر 2007
- أطلق قسامان آخران على إسرائيل وأصيبوا بجروح متوسطة في سديروت.
- بعد ساعات من الغارة ردت إسرائيل بضربة جوية في قطاع غزة مما أسفر عن مقتل ثلاثة أشخاص. أكدت قوات الدفاع الإسرائيلية والطبية الفلسطينية أن جميع القتلى كانوا من المسلحين. أكدت حركة الجهاد الإسلامي الفلسطينية أنها فقدت ثلاثة من رجالها بيد أن أطباء قالوا إن الثلاثة ينتمون إلى جماعة فتح الصغيرة التي أطلقت صاروخين من طراز القسام على إسرائيل قبل ساعات. في وقت لاحق أصبح من الواضح أن أحد كبار قادة الجهاد الإسلامي الفلسطيني سامي طافش قتل مع اثنين من أعضاء فرقة الصواريخ المطلقة لكتائب شهداء الأقصى.

16 ديسمبر 2007
- شظايا من صاروخ طفيفة إلى جرح طفيف يبلغ من العمر عامين. عولجت والدته من الصدمة. أصاب الصاروخ منزل في كيبوتس زيكيم.

18 ديسمبر 2007
- أطلق مسلحون من مختلف الجماعات الفلسطينية ما لا يقل عن 15 صاروخا وقذيفة هاون من طراز القسام مما تسبب في بعض الأضرار فقط.

20 ديسمبر 2007
- أصابت خمسة صواريخ من طراز القسام إسرائيل في مناطق مفتوحة بالقرب من سديروت وعسقلان. سقطت إحدى الصواريخ في فناء المدرسة في سديروت حيث كان يتعين معالجة 12 تلميذا من الصدمة. تم تنبيه حالة التنبيه باللون الأحمر وكان الأطفال يركضون إلى المأوى لحمايتهم من الشظايا.

31 ديسمبر 2007
- سقط وابل من 14 قذيفة هاون وصاروخ القسام في مناطق مفتوحة في شمال وجنوب النقب. لم يتسبب في أي ضرر أو إصابات.